# Confine tra Costa d'Avorio e Guinea
Il confine tra la Costa d'Avorio e la Guinea ha una lunghezza di 816 km e va dal triplice confine con il Mali a nord fino al triplice confine con la Liberia a sud.

## Descrizione
Il confine inizia a nord al triplice confine con il Mali, passando brevemente via terra a sud-ovest prima di raggiungere il fiume Sankarani. Il confine segue questo fiume, poi il Gbanhala, verso sud, prima di unirsi al fiume Kourou Kelle. Il tracciato procede quindi via terra verso sud attraverso una serie di linee irregolari, prima di raggiungere il fiume Bagbe, che segue mentre scorre verso ovest, seguito dal Koure che scorre verso sud. Una serie di linee terrestri irregolari prosegue poi verso sud al triplice confine liberiano nella catena del Nimba.

## Storia
La Francia iniziò a firmare i trattati con i capi lungo la moderna costa ivoriana negli anni 1840, istituendo così un protettorato che in seguito divenne la colonia della Costa d'Avorio nel 1893. La Francia conquistò anche la costa di quella che è oggi la Guinea alla fine del XIX secolo come colonia Rivières du Sud. L'area fu ribattezzata Guinea francese nel 1894 e successivamente venne inclusa nella colonia dell'Africa Occidentale Francese insieme alla Costa d'Avorio. Un confine tra i due fu delimitato con decreto il 17 ottobre 1899, con una descrizione più dettagliata fornita in un arrete francese del 21 giugno 1911.
Con la crescita del movimento per la decolonizzazione nell'epoca successiva alla seconda guerra mondiale, la Francia concesse gradualmente più diritti politici e rappresentanza per le sue colonie dell'Africa subsahariana, arrivando alla concessione di un'ampia autonomia interna all'Africa occidentale francese nel 1958 nel quadro del Comunità francese. La Guinea ottenne la piena indipendenza nel 1958, seguita dalla Costa d'Avorio nel 1960.

## Insediamenti vicino al confine

### Guinea
- Noumoudjiguila
- Fassiadougou
- Nzo

### Costa d'Avorio
- Biramadougou
- Seydougou
- Gbéléban
- Sirana
- Bougousso
- Bako
- Niokosso
- Mahandougou
- Ngorodougou
- Touba
- Sipilou
- Zoupleu